# アジア・太平洋諸島系アメリカ人
アジア・太平洋諸島系アメリカ人（アジア・たいへいようしょとうけいアメリカじん、英語: Asian/Pacific American (APA) またはAsian/Pacific Islander (API) または Asian Americans and Pacific Islanders (AAPI)）は、アメリカ合衆国の市民のうち、アジアと太平洋諸島に起源を持つ人々のこと。
極東、東南アジア、南アジア、太平洋諸島に起源を持つ人々のことで、日本、中国、台湾、韓国、ベトナム、ラオス、カンボジア、インドネシア、フィリピン、サモア、フィジー、グアム、マーシャル諸島、ミクロネシア連邦、北マリアナ諸島、パラオ
からインド、パキスタン、バングラデシュ、スリランカ、ネパール、ブータンなどがエリアに含まれる。
この用語は1978年のアメリカ合衆国議会のAsian/Pacific American Heritage Weekで使われ、1992年のAsian Pacific American Heritage Monthでも使われた
ワシントン、ミシガン、メリーランド、コネティカット各州政府機関でも使われている。